# St. Blasius (Sellinghausen)

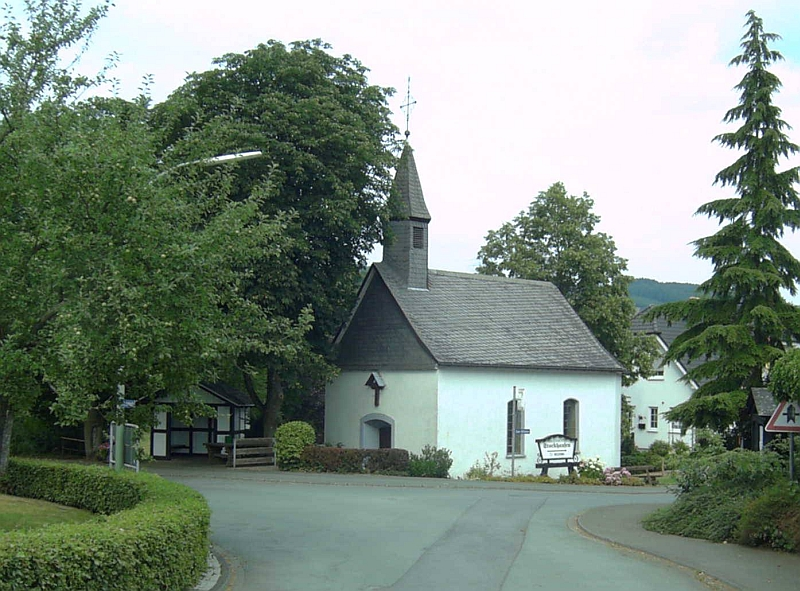
Kapelle St. Blasius

Die katholische Kapelle St. Blasius ist ein denkmalgeschütztes Kirchengebäude in Sellinghausen, einem Ortsteil von Schmallenberg im Hochsauerlandkreis (Nordrhein-Westfalen).

## Geschichte

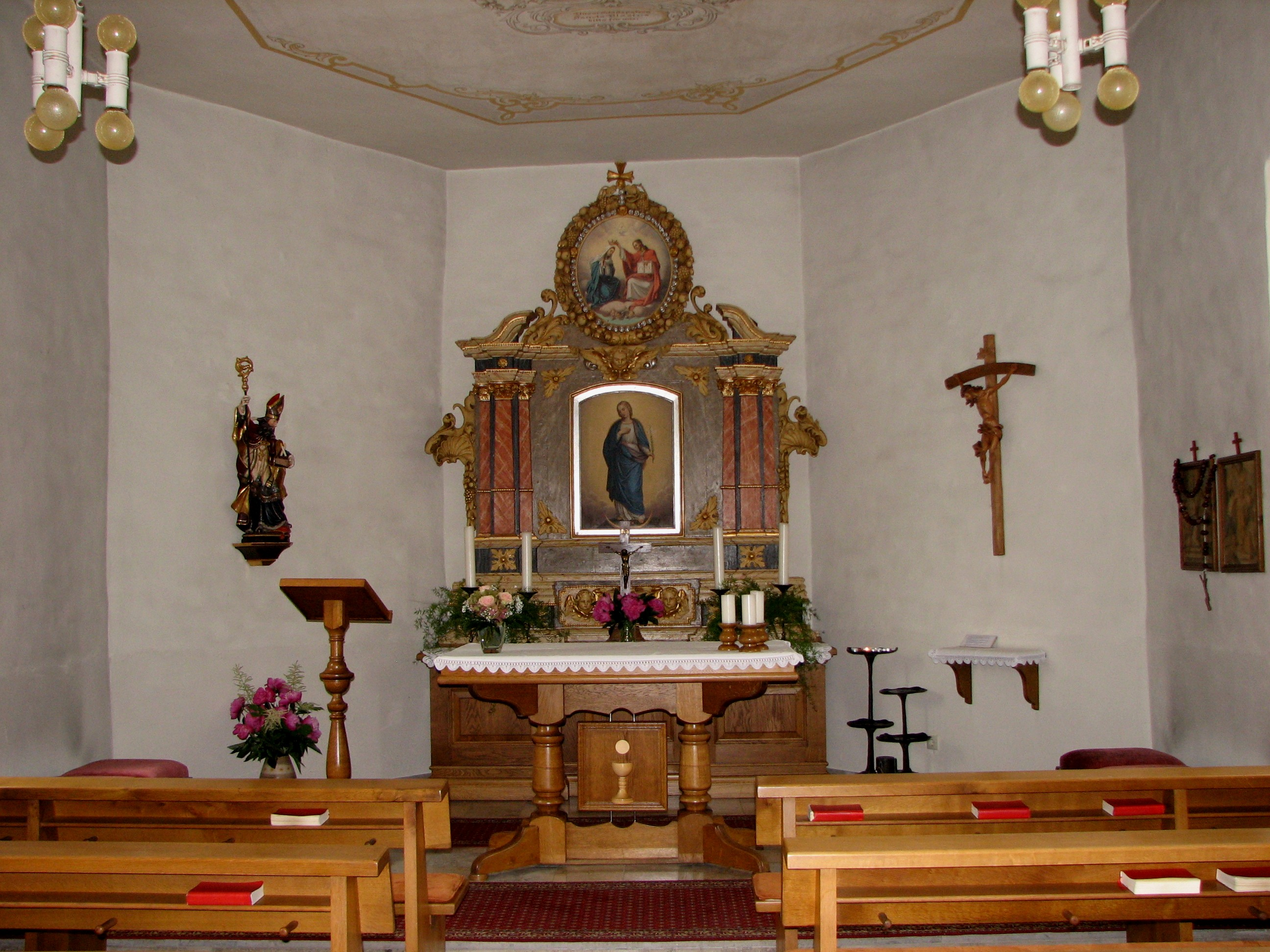
Hochaltar

Die denkmalgeschützte St.-Blasius-Kapelle wurde in den 1880er Jahren auf einem von den Einwohnern gestifteten Platz in der Ortsmitte errichtet. Viele Einwohner beteiligten sich an den Bauarbeiten oder spendeten für die Kapelle. Die Bausteine kamen aus den umliegenden Steinbrüchen. Die Kapelleneinweihung erfolgte am 5. Juli 1887 durch den Dorlarer Pfarrer Schoene.
Der Hochaltaraufsatz mit Bildnissen der heiligen Maria stammt aus der Reister Pfarrkirche St. Pankratius. Dort stand er zuvor seit 1701 als Seitenaltar. Im Jahr 1989 stiftete der Taunussteiner Schreinermeister Leo Hermann den neuen Zelebrationsaltar.
Das Bauwerk wurde in den letzten 100 Jahren mehrfach renoviert. 2008 wurde Rahmen einer Dorferneuerungsmaßnahme der Dorfmittelpunkt um die Kapelle neu gestaltet.